# Companyia Neerlandesa de les Índies Occidentals

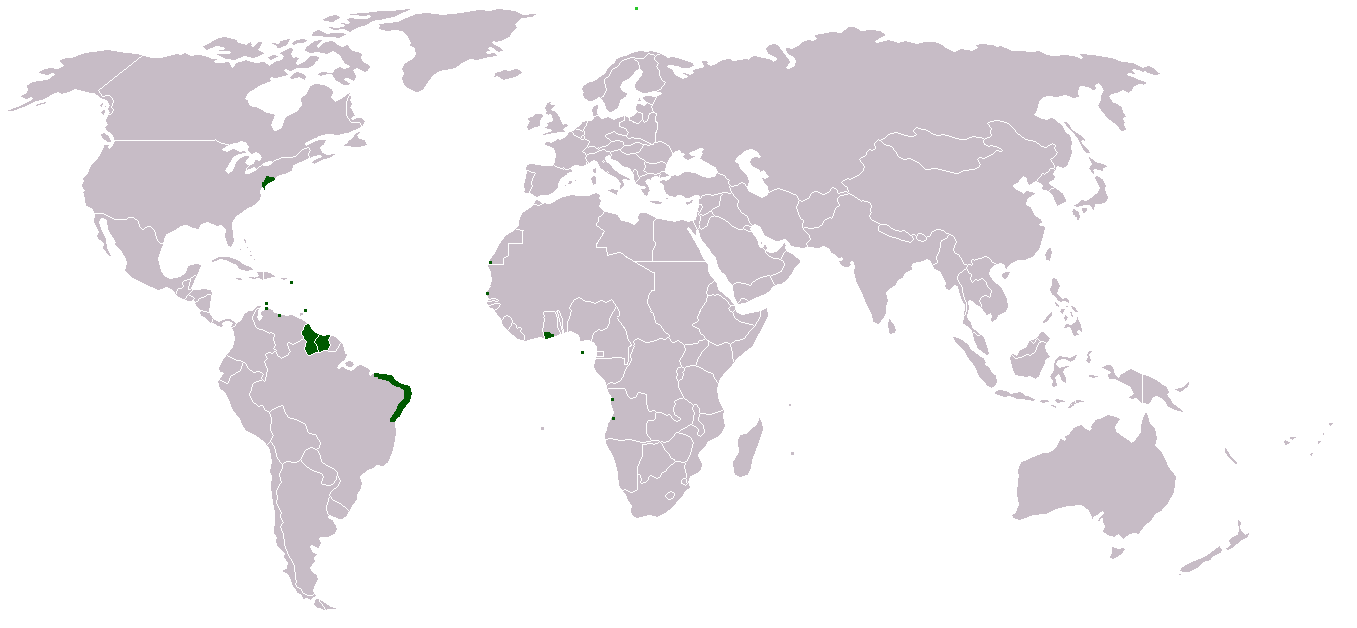
Territoris de WIC.

La Companyia Neerlandesa de les Índies Occidentals (en neerlandès: West-Indische Compagnie o WIC) va ser fundada l'any 1621 a les Províncies Unides per aconseguir monopolis comercials per la unió de diversos comerciants holandesos.
El 2 de juny de 1621, va rebre el monopoli del comerç a les Índies Occidentals (el Carib) i la jurisdicció sobre el comerç d'esclaus africans, Brasil, el Carib i Amèrica del Nord. L'àrea on podria operar l'empresa va consistir en l'Àfrica occidental (entre el tròpic de Càncer i el Cap de Bona Esperança) i les Amèriques, que inclou l'Oceà Pacífic i la part oriental de Nova Guinea. El propòsit de la Companyia era eliminar la competència, especialment l'espanyola o portuguesa i es va convertir en decisiu en la colonització holandesa de les Amèriques.
La Guerra neerlando-portuguesa va ser un conflicte armat esdevingut entre 1588 i 1654 en el que les forces navals de les Províncies Unides dels Països Baixos van envair les colònies de l'Imperi Portuguès a Amèrica, l'Àfrica i Àsia. Anglaterra va donar suport als neerlandesos durant el transcurs de la guerra, beneficiant-se de la rivalitat entre els seus dos principals rivals en orient. La intrusió de les Províncies Unides al Brasil començà amb els corsaris neerlandesos que van saquejar les costes de l'Estat de Bahia el 1604 i van capturar Salvador en 1624. De 1630 a 1654 els neerlandesos es van establir al nord-est i van controlar la costa més accessible des d'Europa, però sense penetrar l'interior. Els colons de la Companyia Holandesa de les Índies Occidentals al Brasil vivien en setge constant, malgrat la presència a Recife de Joan Maurici de Nassau-Siegen com a governador. La Revolta lusobrasilenya contra el domini holandès va acabar amb la pèrdua holandesa de les colònies brasileres el 1654 i els neerlandesos es van retirar formalment el 1661.
Nova Amsterdam va arribar a ser l'assentament colonial neerlandès més gran de l'Amèrica del Nord i va romandre en poder dels Països Baixos fins al 1664, quan va caure en mans angleses durant les Guerres anglo-neerlandeses de mitjans del segle XVII. Els neerlandesos van reprendre-la per un curt període el 1673, quan van canviar-li el nom pel de Nova Orange, fins que la van cedir definitivament als anglesos el 1674. A canvi van rebre Surinam, que va ser colònia neerlandesa fins a l'any 1975.